# فرانكلين أوغسطين طوماس
فرانكلين أوغسطين طوماس (بالإنجليزية: Franklin A. Thomas)‏ هو شخصية أعمال أمريكي، ولد في 27 مايو 1934.

## وصلات خارجية
- فرانكلين أوغسطين طوماس على موقع مونزينجر (الألمانية)
- فرانكلين أوغسطين طوماس على موقع إن إن دي بي (الإنجليزية)